# Дулсе Мария Кардозо
Вижте пояснителната страница за други личности с името Кардозо.
Дулсе Мария Кардозо (на португалски: Dulce Maria Cardoso) е португалска адвокатка и писателка на произведения в жанра драма.

## Биография и творчество
Дулсе Мария Кардозо е родена през 1964 година във Фонти Лонга, Траз-уш-Монтеш, Португалия. На 6-месечна възраст се премества с родителите си в Луанда, Ангола. След края на колониалната война през 1975 година и началото на Гражданската война в Ангола се завръща в Португалия. Семейството ѝ остава в Лисабон, а тя отива да живее при баба си и дядо си в малко селце близо до Мирандела. На 14-годишна възраст решава, че иска да пише и взема летен курс по машинопис в Кашкайш. Завършва специалност „право“ в Юридическия факултет на Лисабонския университет. След дипломирането си работи като адвокат. Заедно с работата си започва да пише.
Първият ѝ роман „Campo de Sangue“ (Окървавено поле) е издаден през 2002 година. За написването му получава стипендия за литературно творчество от португалското Министерство на културата. Романът е отличен с голямата награда за литературно събитие „Аконтесе“. Екранизиран е през 2022 година в едноименния филм.
През 2005 година е издаден романът ѝ „Моето опяване“. Главната героиня Виолета катастрофира по време на буря през нощта. Седейки в обърнатата кола, в съзнанието ѝ преминават мисли, чувства, дребни случки, врязали се в паметта ѝ, надежди и семейни тайни, провалени съдби, лабиринт от образи, асоциации, с преплитане между минало и настояще. Книгата получава наградата за литература на Европейския съюз за 2009 г.
Следват сборникът с разкази „До нас“ (2008), романът „Земя на врабците“ (2009), романът „Завръщането“ (2011), книгата за деца „Библията на Лоа“ (2014), сборникът с разкази „Всичко това е любов“ и романът „Елиет“ (2018).
Произведенията на писателката са преведени на няколко езика и са издадени в повече от 20 страни по света. Изучават се в няколко университета.
През 2012 година писателката е удостоена с отличието Кавалер на Ордена на изкуствата и литературата на Франция.
Дулсе Мария Кардозо живее със семейството си в Лисабон.

## Произведения

### Самостоятелни романи
- Campo de Sangue (2002) – награда „Аконтесе“[2][4]
- Os meus Sentimentos (2005) – награда за литература на ЕС[3]
Моето опяване, изд.: ИК „Ерго“, София (2011), прев. Даринка Кирчева
- O Chão dos Pardais (2009) – награда на португалския Пен-клуба и награда „Сиранда“[4]
- O Retorno (2011) – награда на критиците[1]
- Eliete (2018)

### Сборници
- Até Nós (2008)[2]
- Tudo são histórias de amor (2014)
Всичко това е любов, изд.: ИК „Ерго“, София (2019), прев. Даринка Кирчева

### Детска литература
- A Bíblia de Lôá (2014) – в 2 тома: „Lôá e a véspera do primeiro dia“ и „Lôá perdida no paraíso“[2]

### Екранизации
- 2012 Histórias para Sempre – тв сериал
- 2017 Não Esquecerás – късометражен
- 2022 Campo de Sangue